# Yun, Lincang
Yun, tidigare stavat Yünhsien, är ett härad som lyder under Lincangs stad på prefekturnivå i Yunnan-provinsen i sydvästra Kina.